# 舂米部
舂米部（つきしねべ）とは、米を舂いて脱穀をすることを職掌とした職業部(品部)。搗米部とも書く。

## 概要
「舂米」は本来、女性によって臼と杵で行われたもので、大和政権は、屯倉の設置と同時に舂米部を設置することがあり、最初に記録に現れるのは、『日本書紀』巻第十一の、
である。
聖徳太子の兄弟に茨田皇子が居り、娘で山背大兄王の妃に舂米女王がいるところから、上宮家と茨田屯倉・舂米部との関連性も考えられている。
これを管掌していたのは舂米連氏で、妙心寺鐘銘には、戊戌年（698年）4月13日の、糟屋評舂米連広国の名が見え、筑前国糟屋郡の地方の伴造の後裔と推定される。
『日本書紀』巻第二十九によると、舂米連氏は八色の姓制定により、684年（天武天皇13年12月）、宿禰の姓を与えられている。
舂米部の後裔と思われる舂米部氏は筑前国に多く、美濃国・越中国・周防国などにも分布している。戸籍には、
1. 御野国本簀郡来栖太里の「舂米部姉売」
2. 筑前国島郡川辺里の「搗米部伊比豆売・古婆売」

が現れている。